# ماجدة (جنس)
مَاجِدَة أو زهرة المجد وتُعرف باسم منقار كاكا (الاسم العلمي: Clianthus)، جنس نباتات مُزهرة معمرة من فصيلة البقولية. وتضم نوعين من الشجيرات الأصلية في نيوزيلندا. لديها مجموعة مذهلة من الزهور الحمراء التي تشبه منقار كاكا، ببغاء نيوزيلندا. تُعرف أيضًا باسم منقار الببغاء ومخلب جراد البحر - وكلها تشير إلى الأزهار المميزة. هناك أيضًا مجموعة متنوعة من الزهور الملونة ذات اللون الأبيض إلى القشدي تسمى: «البيضاء»، ومجموعة متنوعة من الزهور الوردية تسمى «الوردية».